# Liam Gallagher John Squire Tour
Liam Gallagher John Squire Tour è un tour musicale di Liam Gallagher e John Squire a sostegno dell'album Liam Gallagher John Squire.
Il tour è iniziato il 13 marzo 2024 con un concerto alla Barrowland Ballroom di Glasgow ed è proseguito con date in Europa e in Nord America.

## Formazione
- Liam Gallagher – voce
- John Squire – chitarra
- Barrie Cadogan – basso
- Joey Waronker – batteria, percussioni
- Chris Madden – tastiera

## Scaletta
- Just Another Rainbow
- One Day at a Time
- I'm a Wheel
- Love You Forever
- Make It Up as You Go Along
- You're Not the Only One
- I'm So Bored
- Mars to Liverpool
- Mother Nature's Song
- Raise Your Hands
- Jumpin' Jack Flash (cover dei Rolling Stones)

## Date
| Data           | Paese       | Città         | Sede (ed evento)    |
| -------------- | ----------- | ------------- | ------------------- |
| 13 marzo 2024  | Scozia      | Glasgow       | Barrowland Ballroom |
| 14 marzo 2024  | Inghilterra | Wolverhampton | Civic Hall          |
| 16 marzo 2024  | Irlanda     | Dublino       | Civic Hall          |
| 18 marzo 2024  | Inghilterra | Newcastle     | City Hall           |
| 20 marzo 2024  | Inghilterra | Manchester    | Apollo              |
| 21 marzo 2024  | Inghilterra | Manchester    | Apollo              |
| 23 marzo 2024  | Inghilterra | Leeds         | Academy             |
| 25 marzo 2024  | Inghilterra | Londra        | Forum Kentish Town  |
| 26 marzo 2024  | Inghilterra | Londra        | Troxy               |
| 2 aprile 2024  | Francia     | Parigi        | Salle Pleyel        |
| 4 aprile 2024  | Germania    | Berlino       | Columbiahalle       |
| 6 aprile 2024  | Italia      | Milano        | Fabrique            |
| 11 aprile 2024 | Stati Uniti | New York      | Teatro Paramount    |